# St-Eutrope (Baziège)

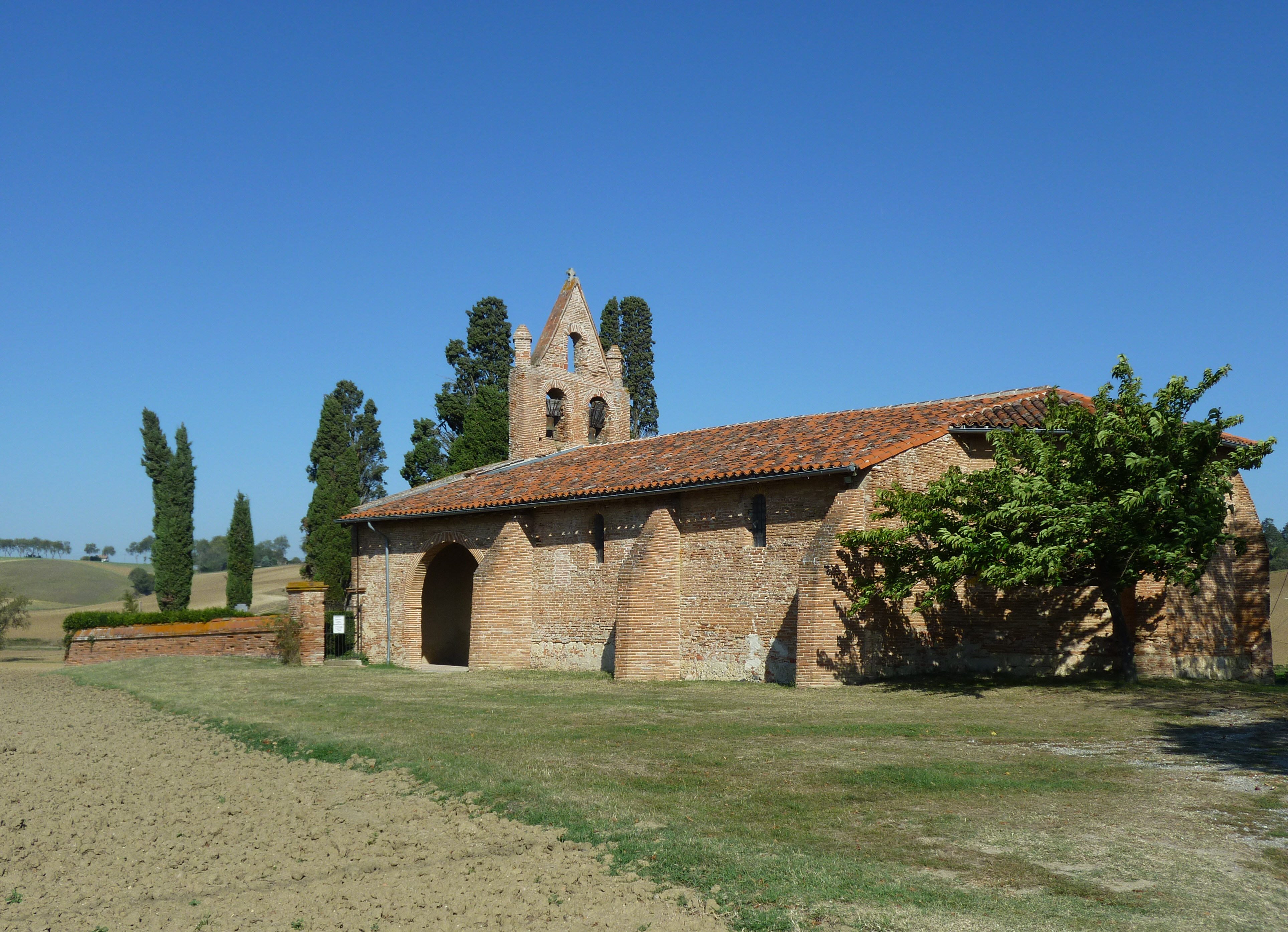
Kirche St-Eutrope in Baziège

Die katholische Kirche St-Eutrope in Baziège, einer französischen Gemeinde im Département Haute-Garonne der Region Okzitanien, wurde im 16. Jahrhundert errichtet. Im Jahr 1986 wurde die dem heiligen Eutropius von Saintes geweihte Kirche im Ortsteil Sainte-Colombe als Monument historique klassifiziert.
Die Kirche aus Backsteinmauerwerk wird von Strebepfeilern gegliedert. Sie wurde im 17. und 18. Jahrhundert mehrmals umgebaut: Das Portal wurde von der Nord- an die Südseite verlegt und eine Westempore wurde eingebaut. Der dreiseitig geschlossene Chor wird südlich von einer Kapelle und nördlich von der Sakristei flankiert.
Typisch für die Region ist der an der Westseite erhöhte Giebel mit offenem Glockenstuhl, der von 1638 bis 1639 errichtet wurde.